# Jeremy Corbyn
Jeremy Bernard Corbyn (født 26. maj 1949 i Chippenham i Wiltshire) er en britisk politiker og tidligere partileder af Labour (2015-2020). Han har været medlem af Underhuset siden 1983. Han tilhører partiets venstrefløj og er erklæret socialist.
Ved det britiske parlamentsvalg i 2019 opnåede Labour blot 32% af stemmerne og vandt kun 202 pladser i Underhuset, det laveste antal siden 1935. Kort efter meddelte Corbyn, at han ikke ville lede Labour til det næste valg, hvilket udløste et formandsvalg i Labour, som blev vundet af Keir Starmer.
Under Corbyns lederskab af Labour opstod kritik af Labours håndtering af antisemitisme internt i partiet. Da en intern undersøgelsesrapport om antisemitisme i Labour blev offentliggjort kommenterede Corbyn antisemitismeproblemet som værende "dramatisk overvurderet af politiske grunde af vore modstandere indenfor og udenfor partiet". Udtaltelensen medførte, at Corbyns medlemskab af partiet blev suspenderet den 30. oktober 2020. Efter at Corbyn "præciserede" sine kommentarer, blev suspensionen af medlemskabet ophævet, men Keir Starmer fratog Corbyn sit tilknytningsforhold til Labours gruppe i Underhuset.

## Politiske holdninger
Corbyn har kritiseret EU i stærke vendinger. Blandt andet kaldte han unionen for en "frimarkedsklub, der truer arbejdernes rettigheder". I EU-spørgsmålet skiftede han dog standpunkt, da han blev partileder, og støttede kampagnen for fortsat EU-medlemskab ved folkeafstemningen i juni 2016. Corbyn mener derudover, at skatterne bør hæves, samt er han imod alle former for nedskæringspolitik. Han ønsker at låne til store investeringer, og mener, at de britiske jernbaner bør renationaliseres. I løbet af sine 32 år som medlem af det britiske underhus har Corbyn stemt imod partiets linje mere end 500 gange.
Corbyn tilkendegav i en tale i 2011, at NATO udgjorde en "væsentligt problem" og at organisationen er en trussel med verdensfreden. Senere skiftede Corbyn dog standpunkt, da han blev leder af Labour.

## Partileder-valget i 2015
Valget af Corbyn som partileder i 2015 blev set som en af de største politiske sensationer i britisk politisk historie. Posten som Labours leder blev ledig, da Ed Miliband gik af i maj 2015.
Urafstemningen om posten startede den 14. august 2015. Den 12. september 2015 blev det offentliggjort, at Jeremy Corbyn havde fået 59,5 procent af stemmerne, og dermed var valgt som Labours leder.
De resterende stemmer fordelte sig med 19,0 procent til Andy Burnham, 17,0 procent til Yvette Cooper og 4,5 procent til Liz Kendall.
Samme dag som resultatet af folkeafstemningen om Storbritanniens medlemskab af EU blev offentliggjort, fremsatte to parlamentsmedlemmer fra Labour, Margaret Hodge og Ann Coffey, et mistillidsvotum til Corbyn som leder af partiet. Et nyt partiledervalg blev afholdt 24. september 2016, hvor Corbyn vandt med 61,8 procent af stemmerne.
Indenfor Labour har han været omstridt, og hans valg er blandt andet kritiseret af de tidligere partiledere Tony Blair og Gordon Brown. Tolv ministre i Labours skyggekabinet udtalte, at de ikke ønsker at fastholde deres plads under Corbyn.

## Medlem af Underhuset
Siden 1983 har Jeremy Corbyn været medlem af Underhuset for Islington Nord i Indre London.